# Bleu noir
Bleu Noir è l'ottavo album studio della cantautrice francese Mylène Farmer, pubblicato il 6 dicembre 2010 dall'etichetta discografica Polydor.

## Il disco
L'ottavo album studio di Mylène Farmer viene annunciato dai media in maniera abbastanza insolita: a due anni distanza dal suo ultimo album Point de suture e la sua fortunatissima tournée negli stadi d'Europa del 2009, il momento di una pausa sembrava essere arrivato per la bella rossa. Ma pochi mesi dopo la pubblicazione del DVD Mylène Farmer Stade de France la Polydor annuncia che un nuovo album studio di Mylène è previsto per la fine del 2010.
Dopo l'uscita del primo singolo Oui mais... non, l'album esce in formato digitale il 29 novembre 2010, mentre i supporti fisici il 6 dicembre. Dal lato download la Farmer batte nuovamente un altro record (il suo stesso record) poiché Bleu noir diventa l'album più scaricato di tutti i tempi in una settimana in Francia (quasi 10 000 download in una settimana).
Verrà pubblicato in molti paesi come Francia, Belgio, Svizzera, Russia, Grecia, Canada, Messico e Polonia.
Dopo dieci settimane nelle classifiche francesi (tra cui 3 al primo posto), l'album ha già venduto 370 000 copie, diventando così uno degli album più venduti del 2010 (nonostante sia stato pubblicato il 6 dicembre dello stesso anno).
Sarà certificato disco di diamante 3 mesi dopo la sua pubblicazione.

## Composizione e produzione
La composizione dell'album vede per la prima volta Laurent Boutonnat (produttore di tutti gli album della rossa) assente dalla produzione.
L'album viene prodotto dal cantante Moby (con il quale la Farmer aveva cantato due duetti nel 2006 e 2008), dal gruppo anglosassone Archive e dal produttore dei successi di Lady Gaga ovvero RedOne.
I testi sono tutti affidati a Mylène Farmer, eccetto per la versione inglese della traccia Inseparables.

## Tracce
| #  | Titolo                                   | Durata | Autore        | Produttore              |
| -- | ---------------------------------------- | ------ | ------------- | ----------------------- |
| 1  | Oui mais... non                          | 4:19   | Mylène Farmer | RedOne                  |
| 2  | Moi je veux...                           | 3:30   | Mylène Farmer | Moby                    |
| 3  | Bleu noir                                | 4:04   | Mylène Farmer | Moby                    |
| 4  | N'aie plus d'amertume                    | 4:15   | Mylène Farmer | Moby                    |
| 5  | Toi l'amour                              | 4:40   | Mylène Farmer | Moby                    |
| 6  | Lonely Lisa                              | 3:02   | Mylène Farmer | RedOne                  |
| 7  | M'effondre                               | 3:33   | Mylène Farmer | Moby                    |
| 8  | Light Me Up                              | 5:02   | Mylène Farmer | Darius Keeler (Archive) |
| 9  | Leila                                    | 3:51   | Mylène Farmer | Darius Keeler           |
| 10 | Diabolique mon ange                      | 5:00   | Mylène Farmer | Darius Keeler           |
| 11 | Inseparables                             | 4:08   | Moby          | Moby                    |
| 12 | Inséparables - Versione francese (Bonus) | 3:14   | Mylène Farmer | Moby                    |

## Formati
- CD Crystal
- CD - Digipack Limited Edition con 24 pagine nel libretto
- 33giri
- Edizione collector: CD, penna, boccetta d'inchiostro, e singoli cartoncini raffiguranti foto e testi delle canzoni.

## Classifiche
Il disco raggiunge la vetta della classifica francese sin dalla prima settimana di pubblicazione, restandoci per 3 settimane consecutive e vendendo solo nella prima 140 000 copie (record dell'anno per le vendite di un album nella prima settimana di pubblicazione). Appena 3 mesi dopo la sua pubblicazione l'album viene certificato disco di diamante per più di 500 000 copie vendute. Gli ultimi due album studio della cantante non avevano ottenuto tale certificazione. Bleu noir diventa quindi il sesto album della carriera della Farmer a diventare disco di diamante.
| Classifiche (2010) | Posizione raggiunta |
| ------------------ | ------------------- |
| Francia            | 1                   |
| Belgio (Vallonia)  | 1                   |
| Svizzera romanda   | 1                   |
| Russia             | 4                   |
| Svizzera           | 7                   |
| Grecia             | 36                  |
| Belgio (Fiandre)   | 72                  |
| Messico            | 98                  |